# ويليام إي. بليسدل
ويليام إي. بليسدل (بالإنجليزية: William E. Blaisdell)‏ هو ضابط أمريكي، ولد في 15 نوفمبر 1815 في Alexandria, New Hampshire ‏ في الولايات المتحدة، وتوفي في 23 يونيو 1864 في بطرسبرغ في الولايات المتحدة.